# Luis Solá Padró

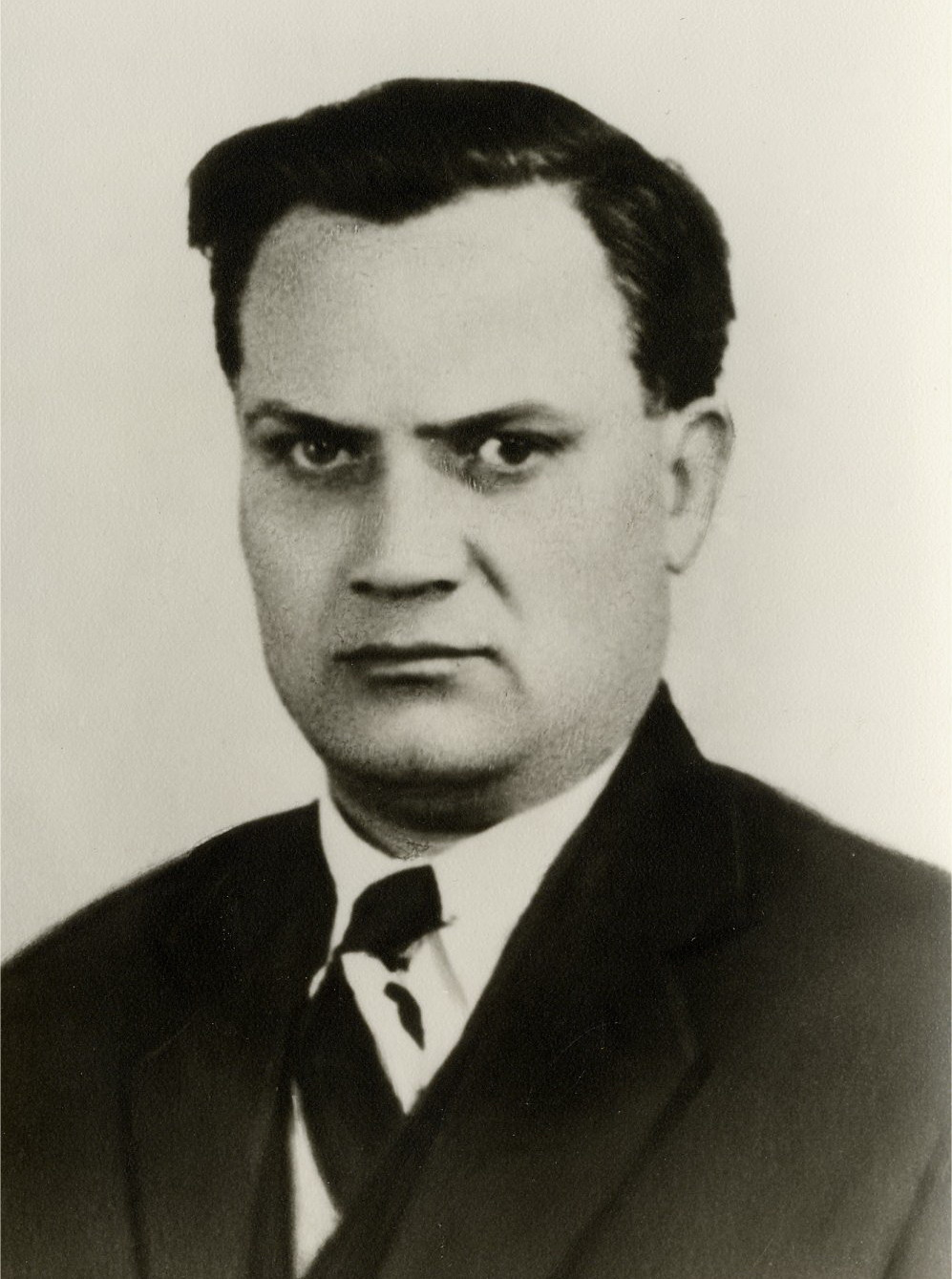
Luis Solá Padró

Luis Solá Padró (Santa Coloma de Queralt, 1 de enero de 1891 - Tarragona, 20 de octubre de 1939), fue el primer alcalde republicano de Santa Coloma de Queralt (Tarragona). Condenado a muerte por un consejo de guerra sumarísimo, murió fusilado el día 20 de octubre de 1939 en Tarragona.

## Santa Coloma de Queralt. 1891-1931
Nacido en el seno de una familia campesina humilde, Luis Solá cuidó su formación, primeramente en la escuela, durante los pocos años que pudo asistir a ella, y después en calidad de autodidacta, principalmente a través de sus lecturas. Realizó el servicio militar en Gerona durante los años 1912 y 1913, llegando a obtener la graduación de cabo.
El 21 de abril de 1917 contrajo matrimonio con Carmen Tolosa Domingo, de Santa Coloma de Queralt (1895-1976). Tuvieron cinco hijos.
Atraído por el mundo de la teneduría de libros, Luis Solá aprendió el oficio de contable, que desempeñó en primer lugar en una fábrica textil, después en un negocio de compraventa de cereales, y finalmente en la Sociedad Anónima Cros, como delegado de ventas de la Agencia de Santa Coloma de Queralt.
Entre 1925 y 1926 se trasladó con su familia a Sarral (Cuenca de Barberá), en donde le habían ofrecido un buen empleo como contable. Tenía a su cargo tres secciones distintas, en la casa llamada Cano: una harinera, una cementera y la empresa de transporte regular de pasajeros “La Sarralenca”. Sin embargo, pronto regresó a Santa Coloma de Queralt, donde se estableció ya definitivamente reincorporándose a su empleo anterior de contable en el negocio de cereales.

## Alcalde de Santa Coloma de Queralt. 1931-1934
El 14 de abril de 1931, después de las elecciones municipales celebradas el día 12, se proclamó la II República. Al día siguiente, 15 de abril, se constituyó el Ayuntamiento provisional de Santa Coloma de Queralt, y fue designado alcalde, por aclamación, Luis Solá, en representación de Esquerra Republicana de Catalunya; nunca estuvo afiliado al partido, aunque compartía sus ideales políticos y sociales.
De su gestión municipal podemos destacar la preocupación por mejorar la educación de los niños y niñas, y su sensibilidad social, en unos momentos muy delicados de crisis económica. Proyectó la construcción de un moderno complejo escolar, para niños y niñas, cuya primera piedra colocó el presidente de la Generalidad de Cataluña, Francisco Maciá y Llussá, el 24 de junio de 1932. Este proyecto no lo pudo realizar, y el consistorio posterior al 6 de octubre de 1934 lo desechó. En el ámbito social, a fin de contrarrestar los efectos del paro, promovió la creación de brigadas municipales, que trabajaron principalmente en la mejora de la red viaria de la villa de Santa Coloma de Queralt. Dotó asimismo al municipio de una nueva legislación, las Ordinacions municipals de 1933.

## El 6 de octubre de 1934
En las elecciones municipales del 14 de enero de 1934, en Santa Coloma de Queralt triunfó nuevamente Esquerra Republicana de Catalunya, y Luis Solá fue reelegido alcalde. A los pocos días, por incompatibilidad con su cargo público y con su pensamiento político, fue despedido del trabajo. Encontrándose, de pronto, sin recursos para mantener a su numerosa familia, tomó la grave decisión de dimitir de su cargo de alcalde, pensando así recuperar su empleo, del cual no podía prescindir. El consejo municipal desestimó dos veces por unanimidad su escrito de renuncia. Finalmente, ante su insistencia y la gravedad de sus razones, la corporación accedió. La dimisión le fue aceptada oficialmente el 22 de agosto de 1934.
El 6 de octubre de 1934, mientras el país vivía una situación política y social muy tensa, el presidente de la Generalidad, Luis Companys y Jover, proclamó el Estado Catalán. El movimiento fracasó, reprimido con contundencia, aunque con escasa resistencia y sin apenas derramamiento de sangre, por el general Domingo Batet y Mestres, jefe de la Cuarta División Orgánica, que no se decidió a obedecer la consigna del presidente. Este y su gobierno fueron detenidos y procesados. La represión fue muy dura: el Parlamento de Cataluña y el Gobierno de la Generalidad fueron disueltos, y el Estatuto suspendido indefinidamente.
En el marco de estos sucesos, el 29 de octubre, Luis Solá fue detenido en su casa por la Guardia Civil acusado de haber intervenido en la organización del movimiento revolucionario. Pasó cuarenta días recluido en el barco prisión “Manuel Arnús”, anclado en el puerto de Tarragona. El juez, cuando le tomó declaración, ni siquiera lo procesó, y recobró la libertad a primeros de diciembre. Fue el único detenido por los sucesos del 6 de octubre en Santa Coloma de Queralt.

## La Guerra Civil. 1936-1939
Después de casi dos años en el paro, a principios de 1936, la Sociedad Anónima Cros ofreció a Luis Solá la plaza de delegado de ventas de la Agencia de Santa Coloma, que había quedado vacante. El día 31 de marzo firmaba el contrato laboral: se trataba de un buen empleo, bien remunerado y con perspectivas de futuro.
El 16 de febrero hubo elecciones, que dieron el triunfo al Frente Popular. La nueva coyuntura política conllevó el restablecimiento de la Generalidad, el Parlamento y los Ayuntamientos anteriores al 6 de octubre de 1934. Luis Solá se negó, cuando se lo propusieron desde el Ayuntamiento, a formular ningún tipo de delación o denuncia en relación con su detención.
Durante la Guerra Civil, Luis Solá se dedicó exclusivamente a trabajar para ganar el pan de su familia, sin intervenir para nada en política. Obligado por las circunstancias bélicas, a partir del 16 de febrero de 1937 tuvo que asumir también la responsabilidad interina de la Delegación de la Casa Cros —ahora Colectividad Cros— en Montblanch, donde tendrá que desplazarse con regularidad durante toda la guerra.
La villa de Santa Coloma de Queralt fue ocupada por las tropas franquistas —concretamente por la división italiana Littorio, a las órdenes del general Gambara— el 14 de enero de 1939. A pesar de la enorme resistencia del ejército republicano, este hecho conllevó el fin de la guerra en la villa.

## Detención y proceso sumarísimo. 27 de enero - 23 de junio de 1939

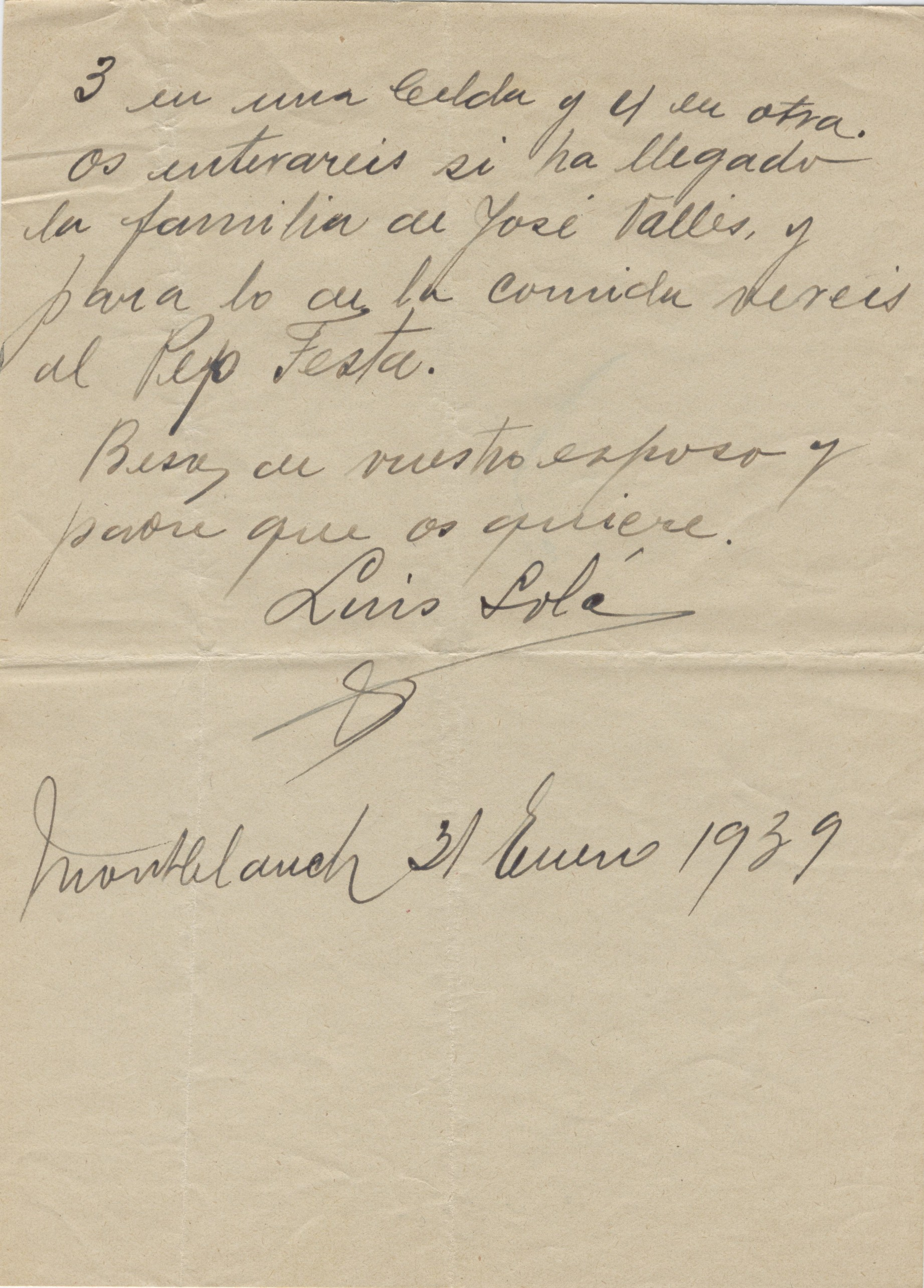
1a carta de la presó, 31 gener 1939.

El viernes 27 de enero de 1939, Luis Solá fue detenido por la Guardia Civil en su domicilio, n.º 9 de la carretera de San Vicente. Requisaron todo el dinero que había en casa, procedente en su mayoría de cobros de la Casa Cros, pero también los pocos ahorros de sus hijos. Al día siguiente, 28 de enero, ingresó en la cárcel de Montblanch, donde estuvo preso mientras duró la instrucción del proceso, hecha por el procedimiento sumarísimo de urgencia. Prestó declaración ante el juez el 17 de febrero y el 31 de marzo. En el auto resumen de los hechos previo a la celebración del consejo de guerra, se le consideró asesor de los comités antifascistas de Santa Coloma de Queralt y de Santa Perpetua de Gaiá, en calidad de máximo dirigente de la política izquierdista de la comarca y brazo derecho y hombre de confianza del diputado de Montblanch José Folch y Folch. Le consideraban también dirigente del movimiento revolucionario de 1934 en Sarral y Vallfogona de Riucorb.
El 5 de junio, finalizada la instrucción del proceso, Luis Solá fue trasladado a la cárcel «la Punxa» de Tarragona en espera del consejo de guerra, que tuvo lugar el viernes 23 de junio de 1939. El fiscal solicitó para él la pena de muerte, pena que el consejo confirmó en deliberación secreta. Un tribunal sin ninguna legitimidad, después de un proceso en el cual el inculpado no tuvo nunca la oportunidad de gestionar su defensa, le declaró culpable en concepto de autor del delito de rebelión militar.
Finalizado el juicio, Luis Solá fue trasladado a la cárcel Pilatos, la cárcel provincial, que entonces tenía la sede en una construcción romana con añadidos medievales, conocida como castillo o torre de Pilatos, en la plaza del Rey de la ciudad de Tarragona. En la sala 3.ª de este lúgubre edificio convivió con el joven José Subirats Piñana, también condenado a muerte, quien, transcurridos muchos años ―su pena fue conmutada―, le recordaba aún: «el 20 de octubre de 1939 fusilaron a Luis Solá y Padró, quien fue alcalde de Santa Coloma de Queralt antes de la guerra. Su ejecución dejó cicatrices en mi sensibilidad, tan grande era la estima que nos profesábamos».

## Ejecución. 20 de octubre de 1939
Las gestiones para conseguir el indulto no dieron resultado alguno, y el día 7 de octubre Franco dio el enterado a la sentencia de muerte dictada contra Luis Solá por el Consejo de Guerra Permanente de Tarragona. La pena se ejecutó a las 6 h. de la mañana del viernes 20 de octubre de 1939, en el cerro de la Oliva, cerca del cementerio de Tarragona. Fusilaron con él a 42 compañeros más. El día anterior habían fusilado a otros 42, entre los cuales a su convecino Juan Veciana Soto, de 51 años. Luis Solá tenía 48 años.
El P. Juan Calaf Balcells (1890-1961), jesuita, atendió humana y espiritualmente a Luis Solá en sus últimos momentos, quien le confió la carta de despedida que había escrito para que la entregase a sus familiares. Estos se enteraban de la ejecución el mismo día, a través de una lista fijada en los muros exteriores de la cárcel. Carmen Tolosa, su esposa, avisada con tiempo por unos amigos de Tarragona, se desplazó allí con taxi desde Santa Coloma de Queralt el mismo día 20 de octubre, acompañada de sus hijos Juan y Teresa, y de José, el hermano de su marido. Los cuerpos de los fusilados quedaban depositados a la entrada del cementerio, en sencillos ataúdes de madera sin pintar, a la espera de ser identificados y reclamados por los familiares. Los que nadie reclamaba eran enterrados en una fosa común. Tuvieron que buscarle, ataúd tras ataúd. El de Luis Solá era uno de los últimos, y al destaparlo, le hallaron bien vestido y afeitado, casi sin rastro de sangre en el cuerpo. En la frente, limpio y preciso, el agujero del tiro de gracia.
Fue enterrado en el nicho n.º 22 de la sección 6.ª, en un sector del cementerio de Tarragona que ya no existe actualmente y que se destinaba a los fusilados. El 21 de octubre se inscribió su defunción en el registro civil de la ciudad: «En Tarragona, provincia de id., a las dieciséis horas y treinta minutos del día veintiuno de Octubre de mil novecientos treinta y nueve, ante D. Joaquín Delclós Baluey, Juez municipal accidental y D. Bernardo Montserrat Baldrich, secretario habilitado, se procede a inscribir la defunción de D. Luis Solá Padró, de edad cuarenta y ocho años, natural de Santa Coloma de Queralt, hijo de D. José y de Doña María, domiciliado en el mismo, de profesión escribiente y de estado casado. Falleció en esta Ciudad el día de ayer, a las seis horas, a consecuencia de hemorragia interna, según resulta de oficio y certificación facultativa recibidos y reconocimiento practicado, y su cadáver habrá de recibir sepultura en el Cementerio de esta Ciudad». El 22 de diciembre de 1965 sus restos fueron trasladados al cementerio de Santa Coloma de Queralt, donde reposan en un nicho con una sencilla lápida con una cruz y la siguiente inscripción en catalán: «Lluís Solà Padró i família».

## Texto de la carta póstuma

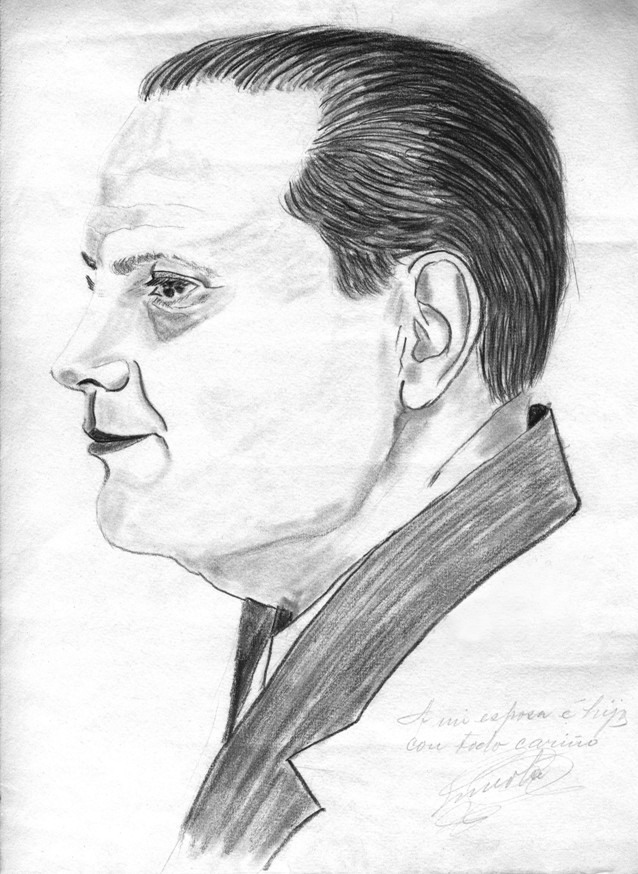
Lluís Solà Padró, dibujo al natural (14-6-1939).

La escribió desde la cárcel Pilatos de Tarragona, en la noche del 19 al 20 de octubre de 1939, al entrar en capilla, unas tres horas antes de su ejecución.
«A mi querida esposa, a mis queridos hijos:
En el momento de llegar esta mi póstuma carta en vuestras manos habré dejado de existir. Recibid con ella mi último aliento, quereos mucho, tanto como yo os quiero, vivid con dignidad como yo he vivido y muero. Sabéis muy bien que tengo la conciencia limpia y tranquila y ello me da entereza y serenidad completa para llegar al último momento de mi vida. Seguid las prácticas que Cristo nos ha enseñado, no hagáis mal a nadie y haced el bien que podáis. Recordadme por lo que me queráis y no quiero que aniden en vosotros ni rencores ni odios; ni remotamente venganza alguna. Mi respuesta al mal que me han hecho, respuesta que ha de ser la vuestra, es esta: ¡Perdón! He vivido honrado, soy honrado y muero honrado con la conciencia tranquila, pronto a acudir al Tribunal de Dios, único que no se equivoca. Muero cristianamente, rezad por mí, querida esposa, Carmen de mi alma, y vosotros, hijos de mi corazón. Dedicadme un funeral y es mi deseo que no aviséis más que a la familia. He llegado al fin de mi destino, ¡triste destino! Estoy muy agradecido a cuantas personas se han interesado por mí, hacedles presente a todos este agradecimiento dándoles de mi parte expresivas gracias. A José M.ª Requesens especialmente mi reconocimiento más expresivo y sincero, así como a César, a José Pere, Mundi, y a cuantos os han distinguido con sus atenciones. A toda la familia gracias por todo, no los nombro porque aludo a todos, mis hermanos, tus hermanos, sobrinos y demás, a todos tengo presente en estos momentos, los últimos de mi vida. Adiós esposa mía, adiós hijos míos, resignaos. Esposa mía, depósito en esta carta un beso que transmitirás a nuestros hijos con todo el ardor de mi corazón. Escribid a mi hermano Juan y decidle que su nombre lo tengo unido al vuestro en estos momentos y que son mis deseos que pronto recobre la libertad y pueda reunirse con los suyos. Adiós para siempre, recibid millones de besos y abrazos de vuestro esposo y padre que os idolatra.
Luis Solá, Tarragona, Cárcel Pilatos, en la noche del 19 al 20 de octubre de 1939».

## Rehabilitación
- El 3 de octubre de 1992, el Ayuntamiento de Santa Coloma de Queralt, presidido por el alcalde José M.ª Riba Satorras, proclamó a Luis Solá Padró hijo predilecto de la villa en el curso de una sesión plenaria extraordinaria, como acto de reconocimiento a su labor al frente del primer consistorio republicano y, sobre todo, por su trayectoria de rectitud y coherencia personal. Como recuerdo material de este gesto, se inauguró un monolito en el paseo de la Muralla, una roca procedente de la montaña de Montserrat, y una placa con la siguiente inscripción en catalán: «En record i homenatge a Lluís Solà i Padró, batlle de la vila (1931-1934). Santa Coloma de Queralt, 3-X-1992».

- En 2007 la Asociación Cultural Baixa Segarra de Santa Coloma de Queralt editó la obra El meu nom, que és el vostre. Lluís Solá Padró. Cartes de la presó i procés sumaríssim, preparada por Josep M. Carreras, Silvestre Palá y Lluís Solá, con el apoyo de la Generalidad de Cataluña (memorial democrático), la Diputación de Tarragona, el Consell Comarcal de la Conca de Barberá y el Ayuntamiento de Santa Coloma de Queralt. La publicación incluye la transcripción de todas las cartas de prisión junto con otros documentos relacionados, un relato biográfico sobre Lluís Solá Padró acompañado de un estudio del contexto histórico y político y de su gestión al frente del Ayuntamiento, y el estudio y transcripción del proceso sumarísimo, depositado actualmente en el Archivo del Tribunal Militar Territorial Tercero, en Barcelona. Presentó el libro en Santa Coloma de Queralt, el 30 de noviembre de 2007, el P. Hilari Raguer, monje de Montserrat e historiador de la guerra civil.[1]

- El día 16 de enero de 2010 se inauguró una placa en la fosa común del cementerio de Tarragona, el lugar donde estaban enterrados los fusilados que nadie reclamaba. En esta placa, encabezada por una frase del poema Campanades a morts de Lluís Llach: «De aquellos que han muerto sin agachar la cabeza», se recogen los nombres —759— de todas las personas fusiladas por el franquismo en Tarragona, entre ellas Luis Solá Padró. En la placa constan también los nombres de las poblaciones de origen de las víctimas, y este colofón: «De las personas sepultadas en este cementerio que perdieron la vida por haber defendido la dignidad, las libertades y los derechos individuales y colectivos, el autogobierno de Cataluña y la legalidad republicana (1939-1948)». Este gesto de recuperación de la memoria fue patrocinado por la Generalidad de Cataluña y el Ayuntamiento de Tarragona. Además de la dignificación de la fosa común del cementerio, se inauguró un espacio museístico en la Torre del Pretorio, el lugar que ocupaba la cárcel Pilatos.[2]